# Rio della Misericordia
Il Rio de la Misericordia è uno dei rii che corrono paralleli nel Sestiere di Cannaregio.
Prende il nome dalla Scuola Grande della Misericordia che si trova all'incrocio tra questo rio ed il Rio di Noale, quest'ultimo che collega la Laguna Nord con il Canal Grande.